# Bärby hage
Bärby hage är en stadsdel i norra Uppsala. Stadsdelen består främst av av villor och kedjehus byggda under 1960- och 1940-talen. Gatornas namn har koppling till den närliggande flygflottiljens verksamhet.
Bärby var tidigare en del av Tuna backar, men är sedan 2018 en egen stadsdel.